# Milon de Bazoches
Pour les articles homonymes, voir Bazoches (homonymie).

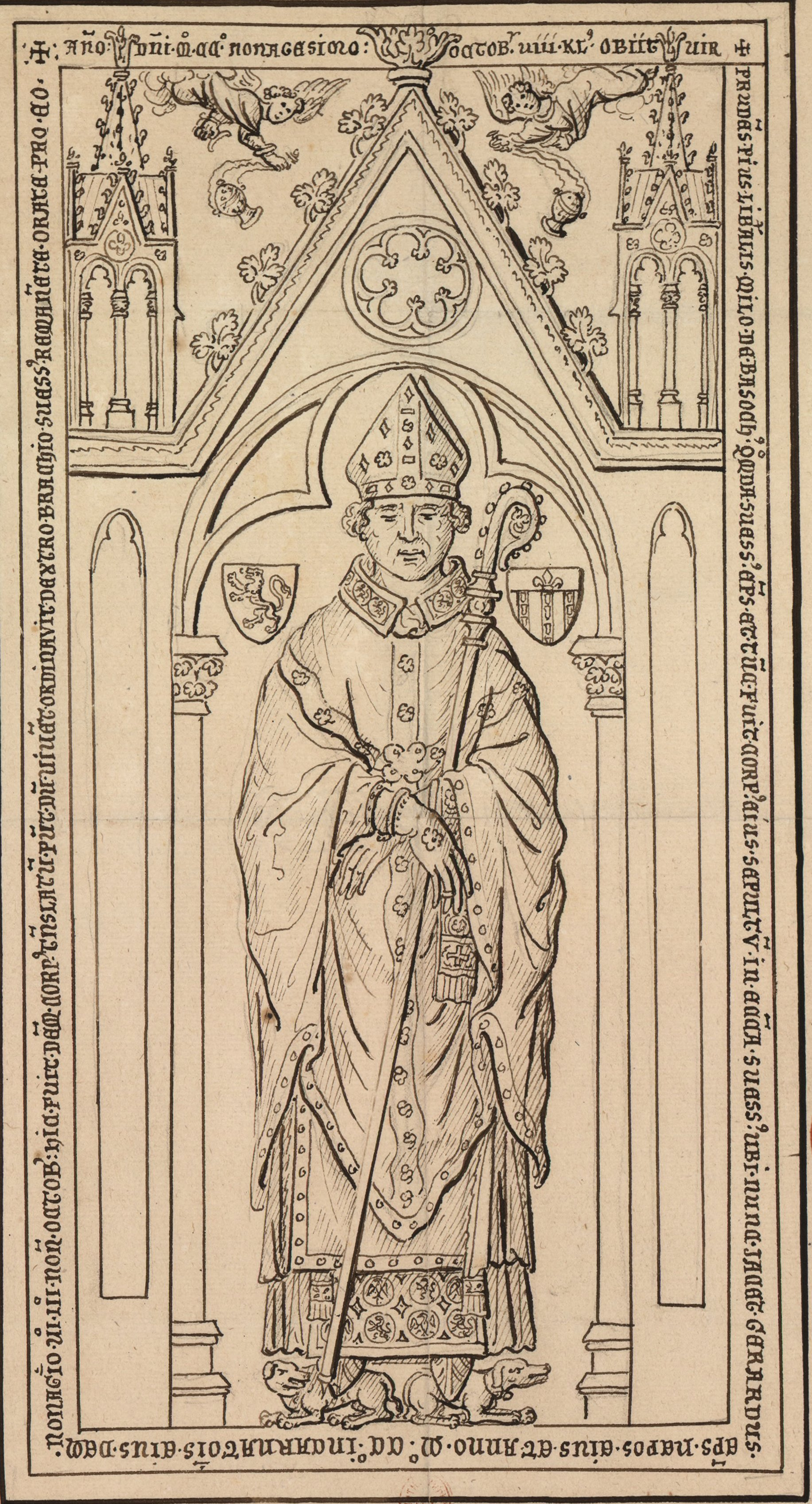
Son gisant en l'abbaye de Longpont.

Milon de Bazoches (1241-1290) était évêque de Soissons. Il sacra le roi de France Philippe III le 15 août 1271.

## Lignée
Il était le fils de Robert, seigneur de Bazoches, et de Brémonde dame de Vauxceré. Il était le neveu de Nivelon de Bazoches, évêque de Soissons auquel il succéda.

## Sacre du roi de France
Le sacre eu lieu durant la vacance de l'archevêché de Reims qui suivit le décès en 1270 de Jean Ier de Courtenay-Champignelles et dura jusqu'à 1274. En tant que le premier suffragant de l'archidiocèse le rôle d'officiant principal échut à l'évèque de Soissons. Il était présent au concile de Compiègne de 1270. Il écrivit en 1275 au pape Grégoire X pour demander la canonisation saint Louis.

## Armes
De gueules à trois pals de vair au chef d'or avec un brisé d'une fleur de lys de sable.

## Sources
- Honoré Fisquet, La France pontificale (Gallia christiana), histoire chronologique et biographique des archevêques et évêques de tous les diocèses de France depuis l'établissement du christianisme jusqu'à nos jours, divisée en 17 provinces ecclésiastique, Paris, Repos, 1864-1873.